# بیرگیت مینیشمایر
بیرگیت مینیشمایر (آلمانی: Birgit Minichmayr؛ زادهٔ ۳ آوریل ۱۹۷۷) یک هنرپیشه، و خواننده اهل اتریش است.

## فیلمشناسی
از فیلم‌هایی که وی در آن نقش داشته‌است، می‌توان به هتل ۰، سقوط ۰، قصه یک آدمکش، ۰ روبان سفید، هر کس دیگر و جانبداری اشاره کرد.

## جوایز
- خرس نقره‌ای برای بهترین بازیگر زن (۲۰۰۹)